# أبرشية الروم الكاثوليك في مقديشو
أبرشية الروم الكاثوليك في مقديشو ( (باللاتينية: Mogadiscen(sis)) هي أبرشية تابعة للكنيسة الرومانية الكاثوليكية تقع في العاصمة الصومالية مقديشو. وتتطابق مساحة الأبرشية مع مساحة البلاد، وهي الأبرشية الوحيدة في الصومال. لم يعين أسقف للأبرشية منذ اغتيال آخر أسقف سالفاتوري كولومبو في عام 1989. الأبرشية عضو في مؤتمر الأساقفة اللاتين في المناطق العربية.

## خلفية تاريخية
في فترة ما قبل الاستقلال، كان الصومال البريطاني تحت رعاية النيابة الرسولية في شبه الجزيرة العربية، مثل النيابة الرسولية في جالا (بما في ذلك الصومال الفرنسي بالإضافة إلى مناطق نفوذها الرئيسية في إثيوبيا) والتي عُهدت إلى رهبانية الإخوة كابوتشيني . كان الصومال الإيطالي منذ عام 1904 "ولاية رسولية في بنادر"، وأُوكلت إلى النظام الثالوثي القديم. وفي عام 1927 رُقي إلى النيابة الرسولية.
- 1904: أُنشئت محافظة رسولية في بنادر
- 1927: رُقيت إلى نيابة رسولية في مقديشو
- 1975: رٌقيت إلى أبرشية مقديشو

## الأساقفة

### رؤساء الكنائس الرسولية في بنادر
1. أليساندرو دي سانتي (1905–1924)[4]
2. جابرييلي بيرلو[الروسية] ( المدبر الرسولي ، 1924 – 22 ديسمبر 1927)[5]

### نواب الرسولية في مقديشو
1. جابرييلي بيرلو[الروسية] (22 ديسمبر 1927 – أغسطس 1930)[5]
2. فرانسيسكو فولجينزيو لازاتي[الإيطالية] (14 يوليو 1931 – 24 مايو 1932)[6]
3. فرانسيسكو فينانزيو فلبيني[الإيطالية] (23 مايو 1933 – 19 أكتوبر 1970)[7]
4. أنتونيو سيلفيو زوتشاتا[الروسية] (19 أكتوبر 1970 – 1 يناير 1973)[8]

### أساقفة مقديشو
1. سالفاتوري كولومبو (20 نوفمبر 1975 – 9 يوليو 1989)[9]
2. جورجيو بيرتين (المدبر الرسولي، 29 أبريل 1990 – 13 يناير 2024)[10]
3. جمال بوليس سليمان دعيبس (المدبر الرسولي، 13 يناير 2024 – حتى الآن)[11]

## روابط خارجية
- التسلسل الهرمي الكاثوليكي
- موقع GCatholic.org